# Freie-Partie-Europameisterschaft der Junioren 1977/78

Logo CEB (ausrichtender Verband)

Die Freie-Partie-Europameisterschaft der Junioren 1978 war das 2. Turnier in dieser Disziplin des Karambolagebillards und fand vom 11. bis zum 14. Mai 1978 in Luxemburg (Stadt) statt. Die Meisterschaft zählte zur Saison 1977/78.

## Geschichte
Der 17-jährige Luxemburger Fonsy Grethen holte in seiner Heimatstadt seinen ersten internationalen Titel. Er verlor nur eine Partie gegen den Berliner Christian Zöllner in einer Aufnahme. Die weiteren Podiumsplätze belegten der Belgier Stany Buyle und der Italiener Marco Zanetti.

## Modus
Gespielt wurde in einer Finalrunde „Jeder gegen Jeden“ bis 300 Punkte. Es wurden prolongierte Serien gewertet.
1. MP = Matchpunkte
2. GD = Generaldurchschnitt
3. HS = Höchstserie

## Finalrunde
| MP    | Match Points (Sieger = 2; Unentschieden = 1; Verlierer = 0) |
| Pkte. | Erzielte Karambolagen                                       |
| Aufn. | Benötigte Versuche                                          |
| GD    | Generaldurchschnitt                                         |
| BED   | Bester Einzeldurchschnitt eines Spielers                    |
| HS    | Höchstserie                                                 |
|       | Bester GD des Turniers                                      |
|       | Bester ED des Turniers                                      |
|       | Beste HS des Turniers                                       |
|       | 1. Platz (Gold)                                             |
|       | 2. Platz (Silber)                                           |
|       | 3. Platz (Bronze)                                           |

| Platz                      | Name              | MP   | Pkte | Aufn. | GD     | BED    | HS  |
| -------------------------- | ----------------- | ---- | ---- | ----- | ------ | ------ | --- |
| 1                          | Fonsy Grethen     | 12:2 | 1800 | 17    | 105,88 | 300,00 | 581 |
| 2                          | Stany Buyle       | 12:2 | 1843 | 44    | 41,88  | 150,00 | 297 |
| 3                          | Marco Zanetti     | 9:5  | 1844 | 68    | 27,11  | 150,00 | 294 |
| 4                          | Ad Arkesteijn     | 8:6  | 1386 | 28    | 49,50  | 100,00 | 277 |
| 5                          | Christian Zöllner | 6:8  | 1573 | 62    | 25,37  | 300,00 | 453 |
| 6                          | Jan Farwick       | 4:10 | 1172 | 82    | 14,29  | 60,00  | 258 |
| 7                          | Harry van de Ven  | 3:11 | 1048 | 64    | 16,37  | 33,33  | 169 |
| 8                          | Dany Bell         | 2:12 | 884  | 53    | 66,67  | 42,85  | 263 |
| Turnierdurchschnitt: 27,63 |                   |      |      |       |        |        |     |